# Liste der Bürgermeister von Parsdorf und Vaterstetten
Dies ist die Liste der Bürgermeister der Gemeinde Parsdorf bzw. (ab deren Umbenennung 1978) der Gemeinde Vaterstetten im oberbayerischen Landkreis Ebersberg bei München.
| Bürgermeister                                                                       | Partei       | Amtszeit  | Beruf                           | Wohnort      | Anmerkung |
| ----------------------------------------------------------------------------------- | ------------ | --------- | ------------------------------- | ------------ | --- |
| Melchior Röhrmoser                                                                  |              | 1809–1821 | Zimmermeister                   | Parsdorf     | |
| Mathias Zerndl                                                                      |              | 1821–1836 | Schmied                         | Weißenfeld   | |
| Michael Wust                                                                        |              | 1836–?    | Zimmermeister                   | Parsdorf     | |
| Thomas Darchinger                                                                   |              | ?–1856    | Landwirt                        | Parsdorf     | |
| Kaspar Huber                                                                        |              | 1856–1860 | Landwirt                        | Weißenfeld   | |
| Thomas Darchinger                                                                   |              | 1860–1864 | Landwirt                        | Purfing      | |
| Kaspar Festl                                                                        |              | 1864–?    | Landwirt                        | Parsdorf     | |
| Kaspar Huber                                                                        |              | ?         | Landwirt                        | Weißenfeld   | |
| Kaspar Festl                                                                        |              | ?–1881    | Landwirt                        | Parsdorf     | |
| Stephan Strasser                                                                    |              | 1881–1887 | Landwirt                        | Parsdorf     | |
| Joseph Probst                                                                       |              | 1888–1905 | Gütler                          | Neufarn      | |
| Franz Rauch                                                                         |              | 1906–1918 | Landwirt                        | Parsdorf     | |
| Franz Finauer                                                                       |              | 1918–1919 | Landwirt                        | Parsdorf     | |
| Mathias Hackl                                                                       |              | 1919–1920 | Landwirt                        | Parsdorf     | |
| Franz Finauer                                                                       |              | 1920–1924 | Landwirt                        | Parsdorf     | |
| Johann Fauth                                                                        |              | 1924–1929 | Landwirt                        | Parsdorf     | |
| Mathias Hackl                                                                       |              | 1929–1933 | Landwirt                        | Parsdorf     | |
| Ludwig Stangl                                                                       |              | 1933–1939 | Ökonomierat                     | Neufarn      | |
| Georg Stöffelmeier                                                                  |              | 1939–1941 | Landwirt, Metzger               | Neufarn      | |
| Franz Schimpf                                                                       |              | 1941–1945 | Landwirt                        | Weißenfeld   | |
| Franz Rauch                                                                         |              | 1945–1947 | Landwirt                        | Parsdorf     | Von der amerikanischen Besatzungsmacht 1945 eingesetzt; trat 1947 zurück.                                                                            |
| Karl Greubel                                                                        |              | 1947      | Kaufmann                        | Vaterstetten | Wurde beurlaubt. |
| Franz Hollweck (* 28. Oktober 1898 in Söldenau, † 21. September 1990 in Hergolding) |              | 1947–1972 | Landwirt                        | Hergolding   | Ab 1947 zunächst kommissarisch, 1948 dann gewählt. 1973 zum Ehrenbürger ernannt. In Parsdorf ist die Bürgermeister-Hollweck-Straße nach ihm benannt. |
| Martin Berger                                                                       | parteilos    | 1972–1984 | Oberamtsrat                     | Weißenfeld   | Bürgermeister während der Gebietsreform mit Umbenennung in Gemeinde Vaterstetten 1978                                                                |
| Hermann Bichlmaier (* 28. Juni 1937, † 28. Dezember 1988)                           | CSU          | 1984–1988 | Landwirt                        | Hergolding   | Bereits von 1978 bis 1984 zweiter Bürgermeister. Verstarb während seiner Amtszeit durch einen Verkehrsunfall.                                        |
| Peter Dingler                                                                       | SPD          | 1989–2001 | Jurist                          | Vaterstetten | |
| Robert Niedergesäß                                                                  | CSU          | 2001–2013 | Diplom-Volkswirt                | Baldham      | Durch die Wahl zum Landrat Ebersbergs vorzeitig aus dem Bürgermeisteramt ausgeschieden.                                                              |
| Georg Reitsberger                                                                   | Freie Wähler | 2013–2020 | Landwirt                        | Vaterstetten | |
| Leonhard Spitzauer                                                                  | CSU          | 2020–     | Projektmanager, Geschäftsführer | Hergolding   | |